# Герб Канарских островов
Герб Канарских островов представляет собой щит, в лазоревом поле которого семь серебряных островов 2, 2, 2 и 1. Щит увенчан золотой испанской королевской короной. Щит поддерживают два восстающих противопоставленных пса натурального (коричневого) цвета с ошейниками. Над щитом серебряная девизная лента с надписью чёрными литерами «Oceano».

## Символика
Серебряные острова посреди лазоревого поля символизируют семь вулканических островов Канарского архипелага. Корона означает принадлежность островов Испании. В качестве щитодержателей выбраны псы, так как название островов образовано от латинского слова canis, что означает «собака». Девиз переводится как «Океан», символизируя положения островов посреди Атлантического океана.
Согласно статье в газете «La Opinion de Tenerife» за 25 октября 2004 года, парламентская комиссия по реформе статуса автономии предложила убрать с поддерживающих щит собак ошейники, которые означают одомашненность псов, в то время как эти животные должны бы быть дикими. Судя по всему, дискуссия стала продолжением непринятого предложения об удалении щитодержателей с герба полностью.